# Dariusz Szymczycha

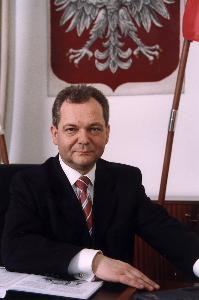
Dariusz Szymczycha

Dariusz Józef Szymczycha (ur. 21 maja 1960 w Słupsku) – polski polityk, dziennikarz, w latach 2002–2005 sekretarz stanu w Kancelarii Prezydenta Aleksandra Kwaśniewskiego.

## Życiorys
W latach 1979–1984 studiował na Wydziale Dziennikarstwa i Nauk Politycznych Uniwersytetu Warszawskiego. W latach 1983–1985 pracował w tygodniku młodzieży szkolnej „Na przełaj”, zaś od 1985 pracował w dzienniku „Sztandar Młodych”. W 1988 i 1989  współpracował z Telewizją Polską, w której prowadził program „Monitor Rządowy”, a także „Otwarte Studio”.
W latach 1978–1990 był członkiem Polskiej Zjednoczonej Partii Robotniczej. Uczestniczył w obradach „Okrągłego Stołu”. W lutym 1990 podjął pracę w gazecie „Trybuna”, w której został kierownikiem działu politycznego. W maju 1991 został zastępcą redaktora naczelnego tej gazety, zaś pod koniec grudnia 1991 powołano go na stanowisko redaktora naczelnego „Trybuny” (funkcję tę sprawował do lipca 1997). Od listopada 2000 do końca 2001  pracował w Telewizji Polsat S.A. jako dyrektor Agencji Informacyjnej.
Był rzecznikiem Komitetu Wyborczego Aleksandra Kwaśniewskiego i członkiem Sztabu Wyborczego Kwaśniewskiego w czasie wyborów prezydenckich w 2000. W latach 2002–2005 sprawował urząd sekretarza stanu w Kancelarii Prezydenta RP. Odpowiadał m.in. za przygotowania do referendum akcesyjnego Polski do Unii Europejskiej, sprawy europejskie, projekty publicznych wystąpień i pism Prezydenta RP, relacje z mediami.
Od 2006 jest doradcą w zakresie komunikacji społecznej i procesów decyzyjnych w Polsce i Unii Europejskiej.
Odznaczony Krzyżem Oficerskim Orderu Odrodzenia Polski (2005).

### Życie prywatne
Jest żonaty, ma syna.